# Aminicenantota
Phylum
Les "Candidatus Aminicenantota" sont un phylum candidatus  du règne des Bacteria.

## Historique
Ce phylum est proposé en 2013 par Christian Rinke sous le nom de Aminicenantes pour contenir l'ordre de bactéries non cultivables OP8.

## Taxonomie
Proposé en 2013 sous le nom de "Candidatus Aminicenantes", le nom de ce phylum est considéré comme n'ayant pas de statut nomenclatural d'où les guillemets autour de son nom et l'ajout du terme Candidatus. Son nom est considéré comme non correct et comportant une erreur d'appelation car déjà proposée pour un ordre. Une proposition de modification de son nom en "Candidatus Aminicenantota" est alors effectuée et devient le nom préféré et non pas le nom correct.

### Étymologie
L'étymologie du nom actuel de ce phylum est la suivante : selon la LPSN A.mi.ni.ce.nan.to’ta. N.L. masc. n. Aminicenans, un nom de genre Candidatus; L. neut. pl. n. suff. -ota, suffixe pour définir un phylum; N.L. neut. pl. n. Aminicenantota, le phylum de Candidatus Aminicenans.

### Liste des classes
Selon la base de nomenclature LPSN (02/08/2023), ce phylum ne contient pas de classe publiée de manière valide.